# Барнвелл (округ, Південна Кароліна)
Шаблон:StateAbbr_ 33°16′ пн. ш. 81°26′ зх. д. / 33.26° пн. ш. 81.44° зх. д.
Округ Барнвелл (англ. Barnwell County) — округ (графство) у штаті Південна Кароліна, США. Ідентифікатор округу 45011.

## Історія
Округ утворений 1800 року.

## Демографія
За даними перепису
2000 року
загальне населення округу становило 23478 осіб, зокрема міського населення було 3413, а сільського — 20065.
Серед мешканців округу чоловіків було 11293, а жінок — 12185. В окрузі було 9021 домогосподарство, 6433 родин, які мешкали в 10191 будинках.
Середній розмір родини становив 3,08.
Віковий розподіл населення поданий у таблиці:
| Стать    | До 15 років | 15-21 | 22-29 | 30-39 | 40-49 | 50-65 | 65-85 | Понад 85 |
| -------- | ----------- | ----- | ----- | ----- | ----- | ----- | ----- | -------- |
| Чоловіки | 2867        | 1220  | 1075  | 1548  | 1701  | 1744  | 1068  | 70       |
| Жінки    | 2578        | 1146  | 1194  | 1737  | 1875  | 1831  | 1593  | 231      |

## Суміжні округи
- Ейкен — північ
- Оранджберг — схід
- Бемберг — схід
- Аллендейл — південний схід
- Берк, Джорджія — південний захід

## Виноски
1. ↑  U.S. Decennial Census. United States Census Bureau. Архів оригіналу за 26 квітня 2015. Процитовано 16 березня 2015.
2. ↑  Historical Census Browser. University of Virginia Library. Архів оригіналу за 11 серпня 2012. Процитовано 16 березня 2015.
3. ↑  Forstall, Richard L., ред. (27 березня 1995). Population of Counties by Decennial Census: 1900 to 1990. United States Census Bureau. Архів оригіналу за 2 лютого 2015. Процитовано 16 березня 2015.
4. ↑  Census 2000 PHC-T-4. Ranking Tables for Counties: 1990 and 2000 (PDF). United States Census Bureau. 2 квітня 2001. Архів оригіналу (PDF) за 18 грудня 2014. Процитовано 16 березня 2015.
5. ↑  State & County QuickFacts. United States Census Bureau. Архів оригіналу за 6 липня 2011. Процитовано 22 листопада 2013. [Архівовано 2011-06-06 у Wayback Machine.](англ.) Наведено за англійською вікіпедією.
6. ↑  American FactFinder. Бюро перепису населення США. Архів оригіналу за 26 лютого 2012. Процитовано 31 січня 2008. [Архівовано 2008-05-21 у Wayback Machine.]

| США | Це незавершена стаття з географії США. Ви можете допомогти проєкту, виправивши або дописавши її. |